# Hosszúfarkú géb
A hosszúfarkú géb (Knipowitschia longecaudata) a csontos halak (Osteichthyes) főosztályának a sugarasúszójú halak (Actinopterygii) osztályába, ezen belül a sügéralakúak (Perciformes) rendjébe, a gébfélék (Gobiidae) családjába és a Gobiinae alcsaládjába tartozó faj.
A Knipowitschia halnem típusfaja.

## Előfordulása
A hosszúfarkú géb a Fekete-tenger északi felén és az Azovi-tengerben él. A folyótorkolatok brakkvizéből fel-felúszik a folyók alsó szakaszába és az édesvízű lagúnákba.

## Megjelenése
A nőstény testhossza 3,5 centiméter, a hímé 5 centiméter. 36 - 45 pikkelye van a hosszanti sorban. Az oldalakon fésűsek a pikkelyek. Feje, háta (a második hátúszó kezdetéig), melle és a hastájék pikkelyek nélküli. Farokúszója szabálytalanul lekerekített. Ívás idején a hímek sötét keresztsávjai megvastagodnak.

## Életmódja
Fenékhal, amely gerinctelenekkel, főleg apró rákokkal táplálkozik.